# Caio Paduan
Caio Padui Paduan (Rio de Janeiro, 5 de dezembro de 1986) é um ator brasileiro.

## Carreira
Descendente de alemães e italianos, aos 16 anos deu os primeiros passos na carreira artística no teatro, atuando em diversas montagens de peças infantis.
Em 2011 quando interpretava o Rei Artur na peça Avalon, foi descoberto por um produtor da TV Globo, que viu seu trabalho e o chamou para fazer um teste para a nova temporada de Malhação. Sua estreia na TV ocorreu no mesmo ano, interpretando o protagonista Gabriel em Malhação Conectados. Após o fim da telenovela o ator decidiu se dedicar ao teatro por 3 anos.
Em 2014, fez dois curtas-metragens, Catarse interpretando Jorginho e Sobre Papéis no papel de Vitor. Voltou a TV em 2015, quando participou de um episódio da série Os Canalhas exibida no GNT. Ainda em 2015, viveu Afonso na novela das seis, Além do Tempo. Em 2016, interpretou o vilão Alex na novela das sete Rock Story. Em 2017, viveu o delegado Bruno na novela das nove, O Outro Lado do Paraíso.
Em 2018, o ator iniciou as gravações do filme Estação Rock onde interpretou o cantor Osso. Ainda em 2018, viveu Richard na peça teatral O Leão No Inverno. Em 2019 interpretou o playboy Quinzinho na novela das sete Verão 90 da TV Globo.

## Vida pessoal
Em 2011, durante as gravações de Malhação Conectados, começou a namorar sua colega de elenco Juliana Lohmann, os atores chegaram a ficar noivos, mas o relacionamento chegou ao fim em 2013 após dois anos juntos.
Entre 2014 e 2017 namorou por três anos a atriz Julia Konrad.
Em 2018 namorou por sete meses a DJ Jéssica Benfica.
Em dezembro de 2018, o ator assumiu namoro com a apresentadora Cris Dias.

## Filmografia

### Televisão
| Ano  | Título                  | Personagem                                     | Notas                 |
| ---- | ----------------------- | ---------------------------------------------- | --------------------- |
| 2009 | Descolados              | Cauê                                           | Episódio: "Boa Noite" |
| 2011 | Malhação Conectados     | Gabriel Nascimento                             | Temporada 19          |
| 2015 | As Canalhas             | Roberto                                        | Episódio: "Tatiana"   |
| 2015 | Além do Tempo           | Afonso Santarém                                |                       |
| 2016 | Rock Story              | Alexandre Palhares (Alex) / Evandro Norris     |                       |
| 2017 | O Outro Lado do Paraíso | Bruno Nogueira Campos                          |                       |
| 2019 | Verão 90                | Joaquim Ferreira Lima Filho (Quinzinho / Joca) |                       |
| 2022 | Reis                    | Abinadabe                                      | Fase: "A Ingratidão"  |
| 2025 | Paulo, o Apóstolo       | Jônatas                                        |                       |

### Cinema
| Ano  | Título            | Personagem           | Notas          |
| ---- | ----------------- | -------------------- | -------------- |
| 2014 | Catarse           | Jorginho             | Curta-metragem |
| 2014 | Sobre Papéis      | Victor               | Curta-metragem |
| 2020 | Estação Rock      | Osso                 |                |
| 2020 | Ricos de Amor     | Dr. Vítor Andrade    |                |
| 2024 | Fazendo meu Filme | Professor Marquinhos |                |

### Vídeos musicais
| Ano  | Título             | Cantor     | Ref.   |
| ---- | ------------------ | ---------- | ------ |
| 2014 | "Bem no seu Jeans" | Oui Madame | [ 22 ] |

## Teatro
| Ano  | Título                | Personagem | Ref.   |
| ---- | --------------------- | ---------- | ------ |
| 2008 | O Beijo no Asfalto    | Arandir    | [ 23 ] |
| 2011 | Avalon                | Rei Artur  |        |
| 2013 | 33 Dedos Bem Aquecido | Raí        | [ 24 ] |
| 2013 | Pra Sempre Nunca Mais | PC         | [ 25 ] |
| 2018 | O Leão no Inverno     | Richard    |        |

## Prêmios e indicações
| Ano  | Prêmio                 | Categoria               | Trabalho            | Resultado | Ref.   |
| ---- | ---------------------- | ----------------------- | ------------------- | --------- | ------ |
| 2012 | Meus Prêmios Nick      | Ator Favorito           | Malhação Conectados | Indicado  | [ 26 ] |
| 2017 | Prêmio Contigo! Online | Melhor Ator Coadjuvante | Rock Story          | Indicado  | [ 27 ] |